# Keti Topuria
Ketevan Topuria (ქეთევან თოფურია en georgiano) conocida artísticamente como Keti Topuria (ქეთი თოფურია) (9 de septiembre de 1986 en Tiflis) es una cantante georgiana y vocalista del grupo kazajo: A-Studio desde 2004.

## Biografía

### Vida privada
Tiene raíces italianas y polacas por parte paterna y materna respectivamente. Su padre, Andro Topurio fue miembro de la mafia georgiana y su madre, Natalia es ingeniera química.

### Primeros años y artística
Topuria empezó a estudiar música desde su infancia. En 1998 se graduaría en el Conservatorio Gogi Sudradze de su ciudad natal y en 2003 conseguiría graduarse en la especialidad de vocales. Aquel mismo año estuvo a punto de acceder a la Universidad Estatal de Georgía donde hubiese estudiado psicología, sin embargo abandonó sus estudios para entrar en el grupo musical A-Studio en sustitución de Polina Griffith.